# 盧卡斯娛樂
盧卡斯娛樂（英語：Lucas Entertainment）是一家位於美國紐約的男同性戀色情片公司，由美國著名男男色情演员麥可·盧卡斯所創建，是世界規模最大的男色片商之一。
該公司以其高預算高投入的色情片拍攝而著稱，並且多次獲得美國同志成人影像大獎等殊榮。

## 外部連結

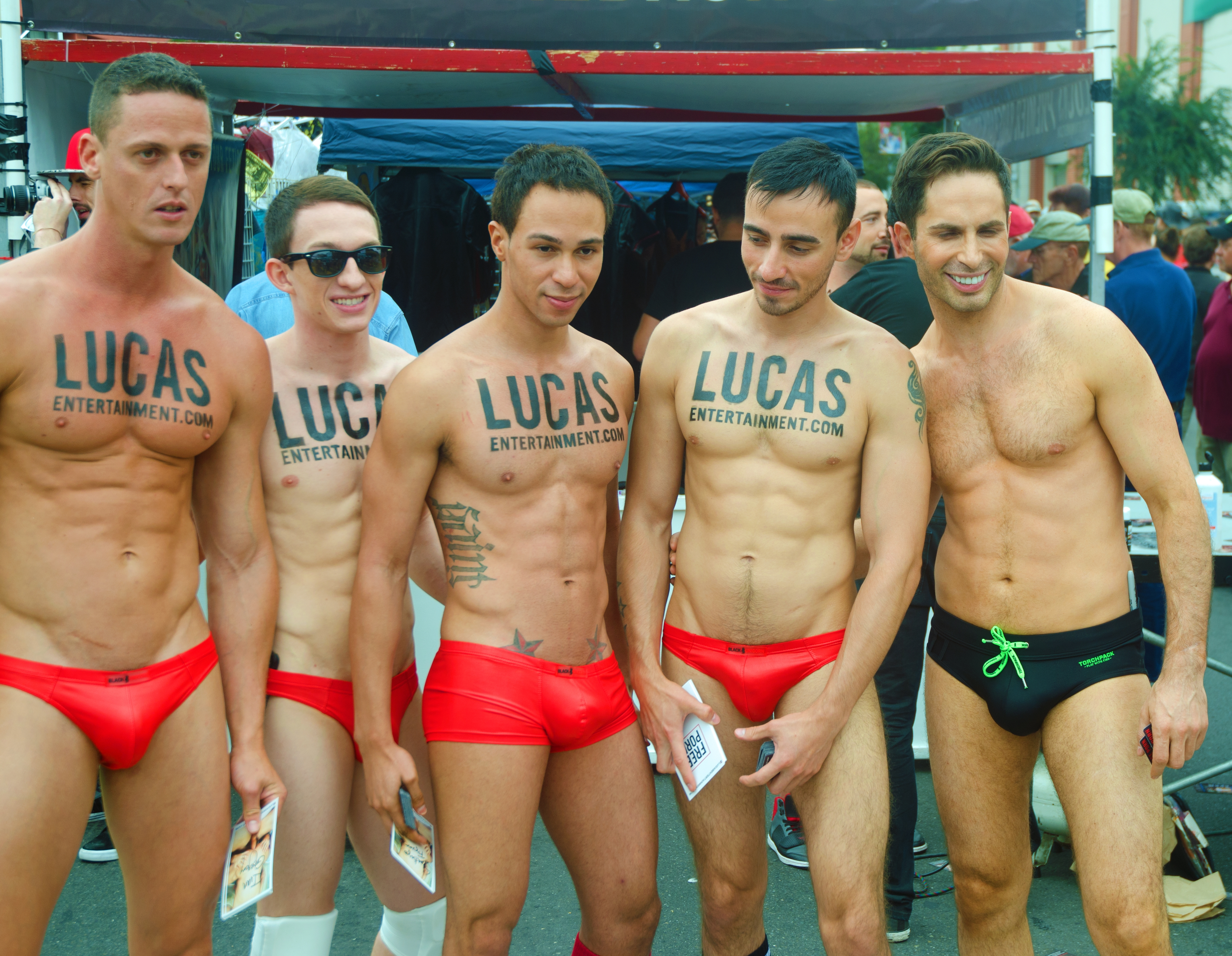
麥可·盧卡斯（最右）與其公司旗下男男色情演員合影

- Lucas Entertainment website （页面存档备份，存于）